# Suhareka
Suhareka (albanisch auch Suharekë, oder auch Theranda bzw. Therandë; serbisch Сува Река Suva Reka) ist eine Stadt im südlichen Kosovo. Sie ist Sitz der nach ihr benannten Gemeinde und ist 18 km von Prizren und 57 km von der Hauptstadt Pristina entfernt.

## Name
Der Ortsname ist slawischen Ursprungs und bedeutet „trockener Fluss“. Die serbische Form Suva Reka ist gleichbedeutend.
Kürzlich wurde vom Albanologischen Institut ein alternativer Name, Therandë, geschaffen, der von einer nicht identifizierten antiken Stätte stammt (möglicherweise in Suhareka oder Lubizhda im Mirusha-Tal).

## Geographie
Suhareka liegt am nordöstlichen Ende der Ebene von Prizren, welche sich im Südwesten Kosovos befindet. Dahinter erhebt sich das hügelige Gebiet Carraleva, aus dem der Fluss Topluga entspringt und von Osten kommend durch die Stadt fließt. Östlich der Stadt befindet sich der Dulje-Pass, der nach Pristina führt.

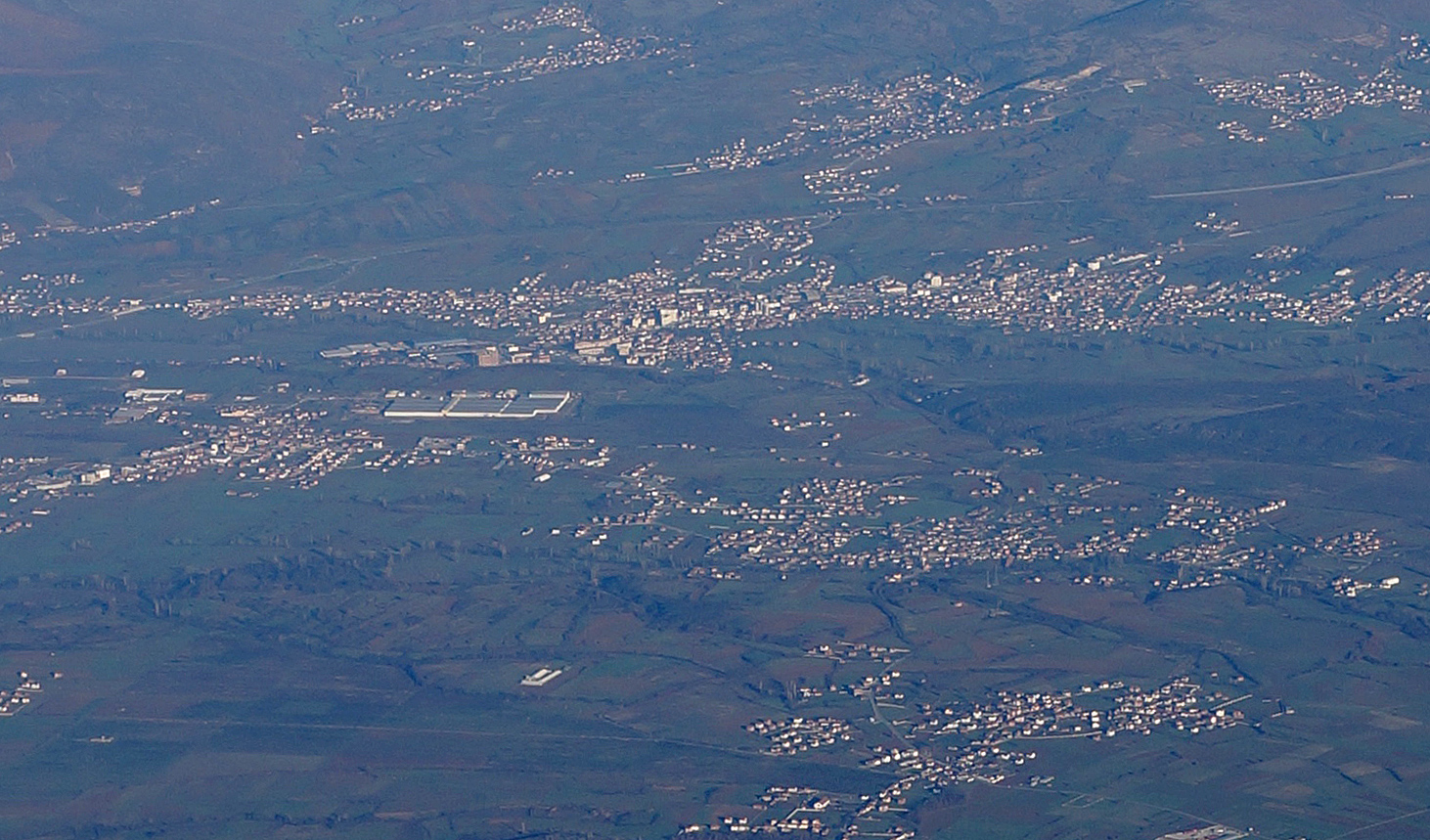
Luftbild über Suhareka (mittig im Bild) mit umliegenden Dörfern

Direkt am nördlichen Stadtrand vorbei führt die Autobahn R7. Benachbarte Ortschaften sind nördlich der Autobahn Peqan und Shllapuzhan, östlich Reçan, südöstlich Sopia, südlich Shiroka sowie im Westen Reshtan.

## Geschichte
Der Ort wurde 1348 das erste Mal schriftlich erwähnt. 1638 setzte der Geistliche Irvant Gjergj Bardhi den Vatikan darüber in Kenntnis, dass 45 Personen in Suhareka an der Firmung teilnahmen und sich im Ort 45 Haushalte mit 120 Einwohnern zur römisch-katholischen Kirche bekennen. Nachdem die katholische Kirche ab 1650 ihre Aktivitäten gegen die Islamisierung erhöhte, wurden in Suhareka 160 katholische Haushalte gezählt. 1761 erfasste das Bistum Skopje jedoch nur noch 20 katholische Frauen, der Rest war mittlerweile zum Islam übergetreten.
Nach der Eroberung Kosovos durch das Königreich Serbien während des Ersten Balkankrieges 1912 richtete die serbische Regierung eine Militärverwaltung vor Ort ein, wobei Suhareka Sitz des Srez Podgora mit zehn Gemeinden wurde. Der Srez war dem Okrug Prizren untergeordnet. Gleichzeitig wurde Suva Reka eine eigene Gemeinde, zu der neben dem Hauptort auch noch die Dörfer Peçan, Shllapuzhan und Reçan gehörten. Diese Verwaltungsgliederung bestand bis zum 6. Januar 1929, als das Gebiet Teil der neu geschaffenen Vardarska banovina innerhalb des Königreich Jugoslawiens wurde.
Während des Kosovokrieges war Suhareka mitsamt Umgebung Schauplatz von bewaffneten Auseinandersetzungen zwischen serbischen Streitkräften und der UÇK, die in umliegenden Ortschaften wie etwa Gjinoc und Budakova die Stellung hielt. Nach Abzug der OSZE-KVM am 20. März 1999 häuften sich Übergriffe vonseiten serbischer Polizei und Sicherheitskräften gegenüber ethnisch-albanischen Einwohnern. Personen, die mit der OSZE kooperiert hatten oder der Mission Räume vermietet hatten, waren Drohungen ausgesetzt: Dies gipfelte in der Ermordung der 24-köpfigen Großfamilie Berisha, welche zwei Häuser an die OSZE vermietete. Am 22. März 1999 wurden mindestens 7 Albaner getötet beziehungsweise verschwanden spurlos. Nach Beginn des NATO-Bombardements am 24. März 1999 begann die serbische Polizei eine systematische Deportation der Einwohner nach Albanien. Für den 25. und 26. März sind mindestens 40 Tötungen belegt. Nach Ende des Krieges wurden in Suhareka aus drei Massengräbern insgesamt 103 Leichen exhumiert.

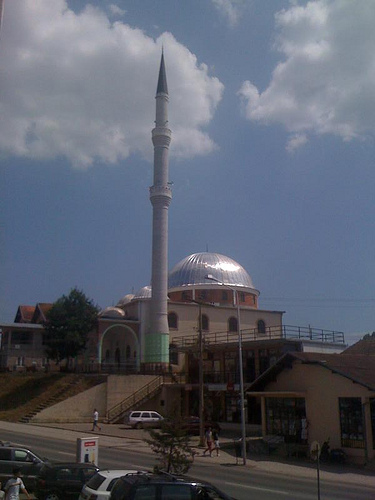
Moschee im Ortszentrum

Nahe Suhareka befand sich der NATO-Stützpunkt Camp Casablanca, in dem mehrheitlich österreichische, Schweizer und deutsche (gelegentlich auch US-amerikanische) Truppen stationiert waren. Von dort aus wurden auch verschiedene Projekte der CIMIC koordiniert, unter anderem der Aufbau einer HTL-Schule. Der Bau wurde unter anderem durch freiwillige Helfer, zur Gänze Schüler österreichischer HTLs, und Sponsoren aus der österreichischen Wirtschaft realisiert. Die erwähnten Projekte wurden maßgeblich von Sr. Johanna Schwab (vom Orden der Barmherzigen Schwestern) unterstützt und geleitet. Im August 2012 wurde Camp Casablanca geschlossen und das Gelände der Gemeinde von Suhareka übergeben. Nun plant die Stadtverwaltung den Bau von Industrie- und Gewerbegebäuden, Schuleinrichtungen und einen Marktplatz auf dem Areal.

## Bevölkerung
Die Stadt Suhareka hatte zur Volkszählung 2011 insgesamt 10.422 Einwohner, von denen sich 10.272 (98,56 %) als Albaner, 122 (1,17 %) als Roma und Aschkali, 8 als Bosniaken, 2 als Serben und 1 als Türke bezeichnete. 6 Personen gaben eine andere ethnische Zugehörigkeit an.
10.022 (96,16 %) gaben an, Muslime zu sein, 37 (0,36 %) Atheisten, 9 Katholiken und 5 Orthodoxe. Darüber hinaus ordneten sich 334 (3,20 %) Personen keiner Glaubensgemeinschaft, und 7 Personen anderen Religionen zu.
| Zensus    | 1914  | 1919         | 1921  | 1948  | 1953  | 1961          | 1971          | 1981          | 1991  | 2011           |
| --------- | ----- | ------------ | ----- | ----- | ----- | ------------- | ------------- | ------------- | ----- | -------------- |
| Einwohner | 998   | 804          | 945   | 1715  | 2120  | 2708          | 4148          | 6653          | 10497 | 10422          |
| Albaner   | k. A. | 725(90,17 %) | k. A. | k. A. | k. A. | 2070(76,44 %) | 3531(85,13 %) | 5940(89,28 %) | k. A. | 10272(98,56 %) |

Bei der 1919 durchgeführten Volkszählung waren von 109 Haushalten 94 Häuser mit 722 Bewohnern (89,80 %) muslimisch-albanisch, 1 Haus mit 3 Bewohnern (0,37 %) katholisch-albanisch und 14 Häuser mit 79 Bewohnern (9,83 %) serbisch-orthodox.

## Städtepartnerschaften
- Fellbach in Baden-Württemberg

Die Zusammenarbeit mündete sowohl in diversen kulturellen Austauschen zwischen Vereinen beider Gemeinden als auch im Bau und gemeinsamen Betrieb der Jugend- und Bildungseinrichtung Fellbach-Haus, in der unter anderem traumatisierte Kinder nach dem Krieg betreut wurden.

## Sport
Der lokale Fußballverein in Suhareka ist KF Ballkani. In den Spielzeiten 2021/22, 2022/23 und 2023/2024 wurde Ballkani dreimal hintereinander kosovarischer Meister und ist damit der erste Club, dem dies seit der Unabhängigkeit 2008 gelang. Zudem ist Ballkani der erste Club der Geschichte des Kosovo, der sich für die Gruppenphase eines europäischen Wettbewerbs qualifizieren konnte. Der 1975 gegründete K.B. ‚Golden Eagle‘ Ylli spielt in der höchsten Basketballliga des Kosovo.

## Wirtschaft
Während der Jugoslawienkriege in den 1990er-Jahren ist die Wirtschaft in Suhareka so gut wie gänzlich eingebrochen. Zuvor war Suhareka ein wichtiger Industriestandort, beispielsweise beschäftigte die Fabrik Balkan, Hersteller für Reifen und Förderbänder, über 2000 Arbeiter. Heute ist Solid Shoes ein nennenswerter Schuhproduzent und -exporteur aus dem Ort und steht exemplarisch für den einsetzenden Wiederaufbau der Industrie.
Weiterhin wichtig ist der Weinbau geblieben, wofür Suhareka bereits vor dem Krieg bekannt gewesen war. An Bedeutung gewonnen hat der Anbau von Erdbeeren und Himbeeren, nicht zuletzt durch staatliche Subventionen.

## Persönlichkeiten
- Bujar Bukoshi (1947–2025), Politiker
- Enver Hoxhaj (* 1969), Politiker
- Albana Gashi (* 1985), Politikerin
- Jehona Kicaj (* 1991), deutsche Schriftstellerin, Verlagslektorin und Verlegerin
- Liridona Qarri, Pop-Sängerin